# Ana Nassette
Ana Nassette (Istmina, 26 september 2003) is een Colombiaans–Nederlands voetbalster die uitkomt voor sc Heerenveen in de Eredivisie.

## Carrière
Samen met haar tweelingbroer werd ze op driejarige leeftijd geadopteerd uit Colombia. Op zesjarige leeftijd sloot ze aan bij de Oldenzaalse club Quick '20, om op haar dertiende de overstap te maken naar ZVV De Esch. Op 12-jarige leeftijd werd ze gescout door FC Twente waar ze een jaar later bij de voetbalacademie. In 2020 maakte ze de overstap naar de beloftenploeg van PEC Zwolle. In de voorbereiding van het seizoen 2021/22 sloot ze aan bij de hoofdmacht. Op 27 augustus 2021 maakte ze haar debuut in de uitwedstrijd tegen PSV. Na twee seizoenen in hoofdmacht van de Zwollenaren werd haar contract niet verlengd en maakte ze daarop de overstap naar sc Heerenveen. Haar verbintenis verlengde Nassette op 7 juni 2024 met een jaar. In 2025 verlengde ze nogmaals haar contract, waardoor ze haar derde seizoen in Friese dienst in ging.

### Carrièrestatistieken
| Seizoen                    | Club            | Land            | Competitie         | Competitie | Competitie | Beker | Beker | Internationaal | Internationaal | Overig | Overig | Totaal | Totaal |
| Seizoen                    | Club            | Land            | Competitie         | Wed.       | Dlp.       | Wed.  | Dlp.  | Wed.           | Dlp.           | Wed.   | Dlp.   | Wed.   | Dlp.   |
| -------------------------- | --------------- | --------------- | ------------------ | ---------- | ---------- | ----- | ----- | -------------- | -------------- | ------ | ------ | ------ | ------ |
| 2021/22                    | PEC Zwolle      | Nederland       | Vrouwen Eredivisie | 18         | 0          | 1     | 1     | –              | –              | 0      | 0      | 19     | 1      |
| 2022/23                    | PEC Zwolle      | Nederland       | Vrouwen Eredivisie | 10         | 0          | 1     | 0     | –              | –              | –      | –      | 11     | 0      |
| 2023/24                    | sc Heerenveen   | Nederland       | Vrouwen Eredivisie | 21         | 0          | 0     | 0     | –              | –              | 0      | 0      | 21     | 0      |
| 2024/25                    | 19              | 1               | 0                  | 0          | –          | –     | –     | –              | 0              | 0      |        |        |        |
| Carrière totaal            | Carrière totaal | Carrière totaal | Carrière totaal    | 68         | 1          | 3     | 0     | 0              | 0              | 0      | 0      | 71     | 1      |
| Bijgewerkt tot 8 juli 2025 |                 |                 |                    |            |            |       |       |                |                |        |        |        |        |

## Interlandcarrière

### Nederland onder 19
Op 18 september 2021 debuteerde Nassette bij het Nederland –19 in een kwalificatie wedstrijd tegen Mexico –20 (7–0).
| Interlands van Ana Nassette  | Interlands van Ana Nassette  | Interlands van Ana Nassette  | Interlands van Ana Nassette  | Interlands van Ana Nassette  | Interlands van Ana Nassette  |
| №                            | Datum                        | Wedstrijd                    | Uitslag                      | Soort wedstrijd              | Doelpunten                   |
| Als speelster bij PEC Zwolle | Als speelster bij PEC Zwolle | Als speelster bij PEC Zwolle | Als speelster bij PEC Zwolle | Als speelster bij PEC Zwolle | Als speelster bij PEC Zwolle |
| ---------------------------- | ---------------------------- | ---------------------------- | ---------------------------- | ---------------------------- | ---------------------------- |
| 1.                           | 18 september 2021            | Nederland – Mexico           | 7 – 0                        | Vriendschappelijk            | 0                            |
| 2.                           | 21 september 2021            | Nederland – Mexico           | 1 – 2                        | Vriendschappelijk            | 0                            |
| 3.                           | 20 oktober 2021              | Nederland – Oekraïne         | 4 – 1                        | Kwalificatie EK 2022 –19     | 0                            |
| 4.                           | 23 oktober 2021              | Nederland – Oostenrijk       | 0 – 1                        | Kwalificatie EK 2022 –19     | 0                            |
| 5.                           | 26 november 2021             | Noorwegen – Nederland        | 0 – 4                        | Vriendschappelijk            | 0                            |
| 6.                           | 29 november 2021             | Nederland – Engeland         | 1 – 0                        | Vriendschappelijk            | 0                            |

### Nederland onder 17
Op 22 oktober 2019 debuteerde Nassette bij het Nederland –17 in een kwalificatie wedstrijd tegen Letland –17 (6–0).
| Interlands van Ana Nassette | Interlands van Ana Nassette | Interlands van Ana Nassette | Interlands van Ana Nassette | Interlands van Ana Nassette | Interlands van Ana Nassette |
| №                           | Datum                       | Wedstrijd                   | Uitslag                     | Soort wedstrijd             | Doelpunten                  |
| Als speelster bij FC Twente | Als speelster bij FC Twente | Als speelster bij FC Twente | Als speelster bij FC Twente | Als speelster bij FC Twente | Als speelster bij FC Twente |
| --------------------------- | --------------------------- | --------------------------- | --------------------------- | --------------------------- | --------------------------- |
| 1.                          | 22 oktober 2019             | Nederland – Letland         | 6 – 0                       | Kwalificatie EK 2020 –17    | 0                           |
| 2.                          | 25 oktober 2019             | Nederland – Israël          | 2 – 0                       | Kwalificatie EK 2020 –17    | 0                           |
| 3.                          | 28 oktober 2019             | Portugal – Nederland        | 1 – 1                       | Kwalificatie EK 2020 –17    | 0                           |
| 4.                          | 6 december 2019             | Nederland – Denemarken      | 2 – 1                       | Vriendschappelijk           | 0                           |

### Nederland onder 16
Op 5 december 2018 debuteerde Nassette bij het Nederland –16 in een vriendschappelijke wedstrijd tegen Engeland –16 (0–0).
| Interlands van Ana Nassette | Interlands van Ana Nassette | Interlands van Ana Nassette | Interlands van Ana Nassette | Interlands van Ana Nassette | Interlands van Ana Nassette |
| №                           | Datum                       | Wedstrijd                   | Uitslag                     | Soort wedstrijd             | Doelpunten                  |
| Als speelster bij FC Twente | Als speelster bij FC Twente | Als speelster bij FC Twente | Als speelster bij FC Twente | Als speelster bij FC Twente | Als speelster bij FC Twente |
| --------------------------- | --------------------------- | --------------------------- | --------------------------- | --------------------------- | --------------------------- |
| 1.                          | 5 december 2018             | Nederland – Engeland        | 0 – 0                       | Vriendschappelijk           | 0                           |
| 2.                          | 14 februari 2019            | Nederland – Schotland       | 1 – 1                       | Vriendschappelijk           | 0                           |
| 3.                          | 16 februari 2019            | Duitsland – Nederland       | 0 – 0                       | Vriendschappelijk           | 0                           |
| 4.                          | 2 juli 2019                 | Zweden – Nederland          | 3 – 1                       | Vriendschappelijk           | 0                           |
| 5.                          | 6 juli 2019                 | Nederland – Finland         | 2 – 0                       | Vriendschappelijk           | 0                           |